# Coelhydrus
Coelhydrus là một chi bọ cánh cứng trong họ Dytiscidae.
Chi này được Sharp miêu tả khoa học năm 1882.

## Các loài
Chi này gồm các loài:
- Coelhydrus brevicollis Sharp, 1882